# Един Селимовић
Един Селимовић (Нови Пазар, СФРЈ, 28. јануар 1991) је српски фудбалер, који тренутно наступа за ФК Модафен.

## Каријера
Селимовић је 2010 каријеру започео у свом родном граду. У сезони 2010/11. са Новим Пазаром је заузео 3. место у Првој лиги Србије и тако успео са својим тимом да се пласира у Суперлигу Србије. 2012. годину је провео у Беранама на позајмици. 2013. се враћа у Нови Пазар.
Од 24. јула 2016 игра за турског петолигаша Модафен. 